# لوریان
لُریان (به فرانسوی: Lorient) شهری در جنوب ایالت بریتانی فرانسه است. این شهر به راه‌آهن فرانسه متصل است. یک بزرگراه نیز از این شهر می‌گذرد. هم چنین فاصلهٔ این شهر تا کرانهٔ اقیانوس اطلس شمالی بسیار کم است.